# Simon Westlund
Simon Emil Westlund, född 29 juli 1994 i Trollhättan, är en tidigare svensk mästare att lösa Rubiks kub. Den bästa tid han har gjort på originalkuben i officiella tävlingssammanhang är 7,78 sekunder, vilket också var det svenska rekordet fram till januari 2015.
Westlund vann tv-programmet Talang 2011 på TV4 där han bland annat på 55 sekunder löste en Rubiks kub med förbundna ögon i finalen den 10 juni. Westlund vann 500 000 kronor som förstapris.
I övrigt är Simon Westlund känd bland internationella speedkubare som tidigare världsrekordhållare i Megaminx. En Megaminx är som en Rubiks kub fast i form av en dodekaeder istället för en kub, det vill säga den har tolv femkantiga sidor istället för sex fyrkantiga. Han har varit världsrekordhållare både i grenarna single (singel) och average (snitt). Hans världsrekord i singel var 42,28 sekunder och hans världsrekord i snitt (3 av 5) var 48,80 sekunder. Under världsmästerskapet i Bangkok 2011 blev Simon Westlund också världsmästare i Megaminx. Den titeln försvarade han på VM i Las Vegas 2013.